# Leones Fútbol Club
Il Leones Fútbol Club, noto come Itagüí Leones e in precedenza come Corporación de Fútbol Deportivo Rionegro o semplicemente Deportivo Rionegro, è una società calcistica colombiana con sede nella città di Itagüí. Milita nella Categoría Primera B.
Fondato nel 1957 con il nome Corporación de Fútbol Deportivo Rionegro a Rionegro, nel 2014 il club si trasferì a Bello, mutando denominazione in Leones Fútbol Club. Nel 2015 spostò la propria sede a Turbo. Nel 2016 spostò la propria sede a Itagüí.

## Palmarès

### Altri piazzamenti
- Copa Colombia:

Semifinalista: 2018
- Categoría Primera B:

Secondo posto: 2001, 2008, 2017